# Мотохіде Йосікава
Мотохіде Йосікава(яп. 吉川元偉) — японський дипломат, Постійний представник Японії в ООН з вересня 2013 року. У різні періоди працював дипломатом у Аргентині, Англії, Франції, Таїланді, має державні нагороди Аргентини, Іспанії та Марокко.

## Життєпис
Народився в 1951 році в місті Нарі здобув освіту в Міжнародному християнському університеті в Токіо, також навчався в США за програмою American Field Service Intercultural Programs.
Дипломатичну кар'єру розпочав у 1974 році. У 1988-1992 роках входив до японську делегацію ОЕСР, в 1986 став першим секретарем при посольстві Японії у Великій Британії. У 1994-1995 роках викладав на юридичному факультеті Університету Рюкоку. З 1995 по 1997 рік був дипломатичним представником Японії в Таїланді. З 1997 по 2002 рік працював в постійному представництві Японії при Організації Об'єднаних Націй в Нью-Йорку. У 2006-2009 був Надзвичайним і повноважним послом Японії в Іспанії, нагороджений Орденом Ізабелли Католицької. У 2009-2010 роках виконував обов'язки посла Японії в Афганістані і Пакистані. Протягом двох з половиною років був віце-головою Міжнародного енергетичного агентства в Парижі.
Захоплюється дзюдо має чорний пояс по Кодокану. Володіє англійською, іспанською та французькою мовами. Одружений з Корінн Гру (Corinne Groud), виховує двох синів.